# Список высших учебных заведений Бурятии
В список высших учебных заведений Бурятии включены образовательные учреждения высшего и высшего профессионального образования, находящиеся на территории Бурятии и имеющие действующую лицензию на образовательную деятельность. Список вузов приведён в соответствии с данными сводного реестра лицензий, в список филиалов включены организации, участвовавшие в мониторинге Министерства образования и науки Российской Федерации 2023 года. По состоянию на 13 декабря 2024 года в Бурятии действующую лицензию имели 5 вузов и 2 филиала.
Филиалы вузов, головные организации которых находятся в иных субъектах федерации, сгруппированы в отдельном списке. Порядок следования элементов списка — алфавитный.

## Список высших образовательных учреждений
| Название                                                                      | Категория         | Год основания | Месторасположение | Число студентов |
| ----------------------------------------------------------------------------- | ----------------- | ------------- | ----------------- | --------------- |
| Байкальский экономико-правовой институт                                       | негосударственный | 2001          | Улан-Удэ          | 446             |
| Бурятская государственная сельскохозяйственная академия имени В. Р. Филиппова | государственный   | 1931          | Улан-Удэ          | 4615            |
| Бурятский государственный университет                                         | государственный   | 1995          | Улан-Удэ          | 6629            |
| Восточно-Сибирский государственный институт культуры                          | государственный   | 1960          | Улан-Удэ          | 1534            |
| Восточно-Сибирский государственный университет технологий и управления        | государственный   | 1962          | Улан-Удэ          | 7108            |

## Список филиалов высших образовательных учреждений
| Название | Категория         | Год основания | Месторасположение | Месторасположение головной организации | Число студентов |
| --- | ----------------- | ------------- | ----------------- | -------------------------------------- | --------------- |
| Байкальский филиал Гуманитарного института                                                                            | негосударственный |               | Улан-Удэ          | Москва                                 | 89              |
| Бурятский институт инфокоммуникаций (филиал Сибирского государственного универсистета телекоммуникаций и информатики) | государственный   |               | Улан-Удэ          | Новосибирская область                  | 421             |